# 中格拉斯哥 (英國國會選區)
中格拉斯哥（英語：Glasgow Central），英國國會一自治市選區，位於蘇格蘭格拉斯哥市中心。選區創設於1885年，1997年撤銷。2005年恢復。
選區第一次設立時期，早年是自由黨和保守黨競爭的態勢。1918至1950年為統一黨佔優。最近六十年來為工黨的地盤。2010年大選中年僅27歲的阿納斯·薩瓦爾以52.0%選票當選，繼承了父親穆罕默德·薩瓦爾的議席。2015年，蘇格蘭民族黨的艾利森‧休里斯擊敗薩瓦爾當選。